# Ramaria aurea
 Ramaria aurea (Schaeff. ex Lucien Quélet, 1888), sin. Clavaria aurea (Jacob Christian Schäffer, 1774), din încrengătura Basidiomycota în familia Gomphaceae și de genul Ramaria, denumită în popor laba ursului precum barba țapului sau ciupercă aurie de coral, este o ciupercă comestibilă care coabitează, fiind un simbiont micoriza (formează micorize pe rădăcinile arborilor), având și însușiri ale încrengăturii Ascomycota. În România, Basarabia și Bucovina de Nord, se dezvoltă preferat în regiuni montane în păduri de conifere calcaroase și umede, mai rar în  acele de foioase, acolo sub fagi, din (iulie) august până în noiembrie.

## Descriere

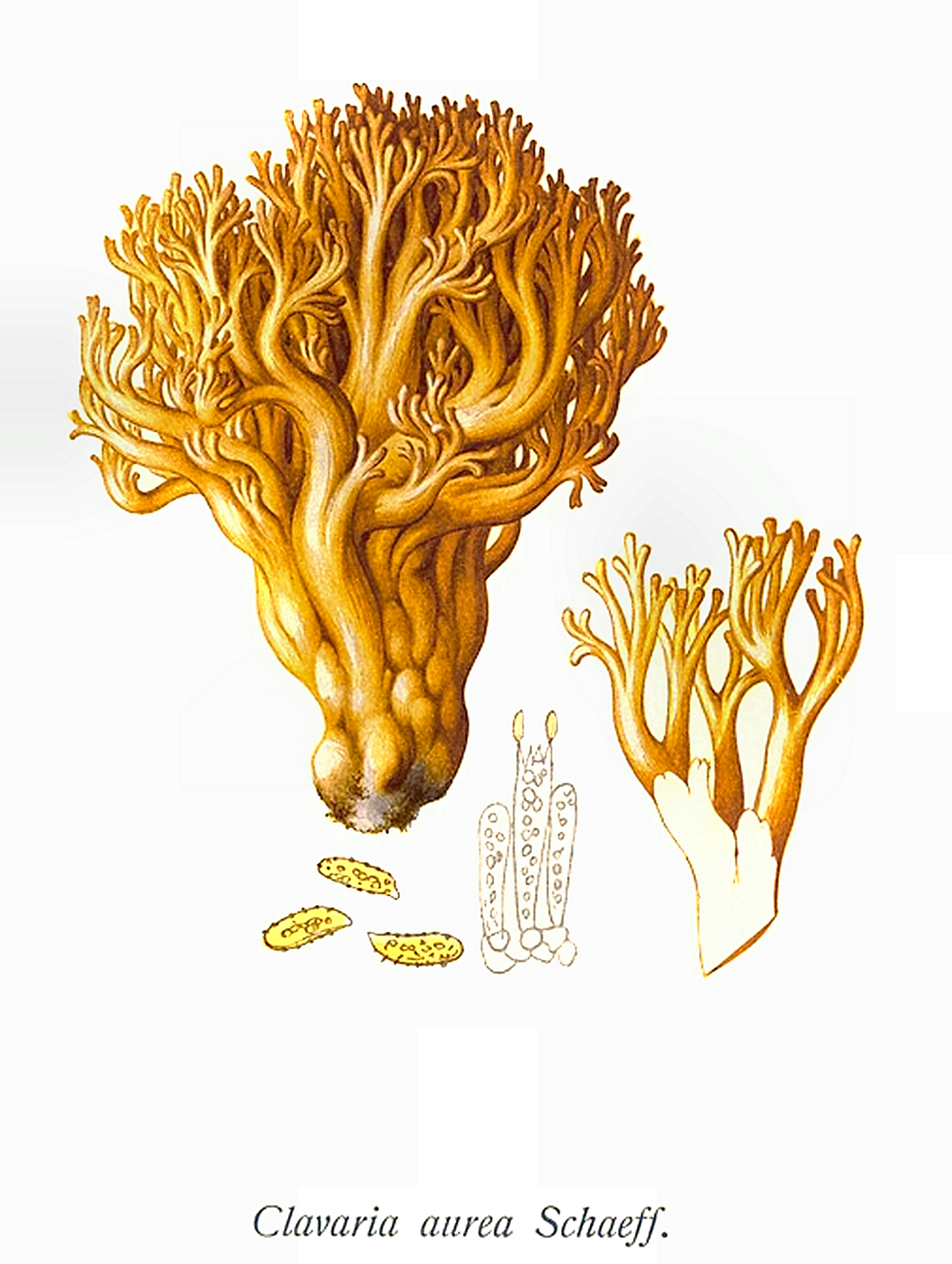
Bres.: Clavaria aurea

- Corpul fructifer:  are o înălțime de 8-20 cm și un diametru de 5-12 cm. El se împarte dintr-un cocean cărnos, în numeroase ramificații verticale și cilindrice, cărnoase și elastice, groase la bază și subțiate treptat către vârf. Vârfurile sunt zimțate sau despicate. Ele sunt aurii până galben-portocalii, decolorându-se în vârstă ocru deschis.
- Piciorul: are o lungime de 3-4 cm și o grosime de 5-6 cm, este foarte scurt, gros, cărnos, masiv și compact, ce se subțiază către bază. El poate fi de culoare albă sau crem-gălbuie.
- Carnea: este de un alb murdar, deseori apos-marmorată, în ramuri gălbuie, fiind tare până elastică. Mirosul este slab, un pic acrișor, gustul fiind plăcut și ușor aromatic, atunci când bureții sunt tineri care însă devine amar la maturitate.
- Caracteristici microscopice: are spori elipsoidali și fin verucoși cu o mărime de 8-15,5 x 3-6,5 microni. Pulberea lor este de  ocru-gălbuie.[3][4]

Se recomandă strict numai consumul de ciuperci tinere, fiindcă:
1. Ramaria aurea devine cu vârsta amară, provocând deseori tulburări gastrointestinale (dar fără că ciuperca este declarată a fi toxică). O fierbere prelungită elimină mai mult sau mai puțin urmele de gust amar, dar nu elementele insuficient digerabile. 
2. Chiar și specialiști au probleme cu diferențierea buretelui matur cu alte specii necomestibile sau otrăvitoare ale acestui soi.

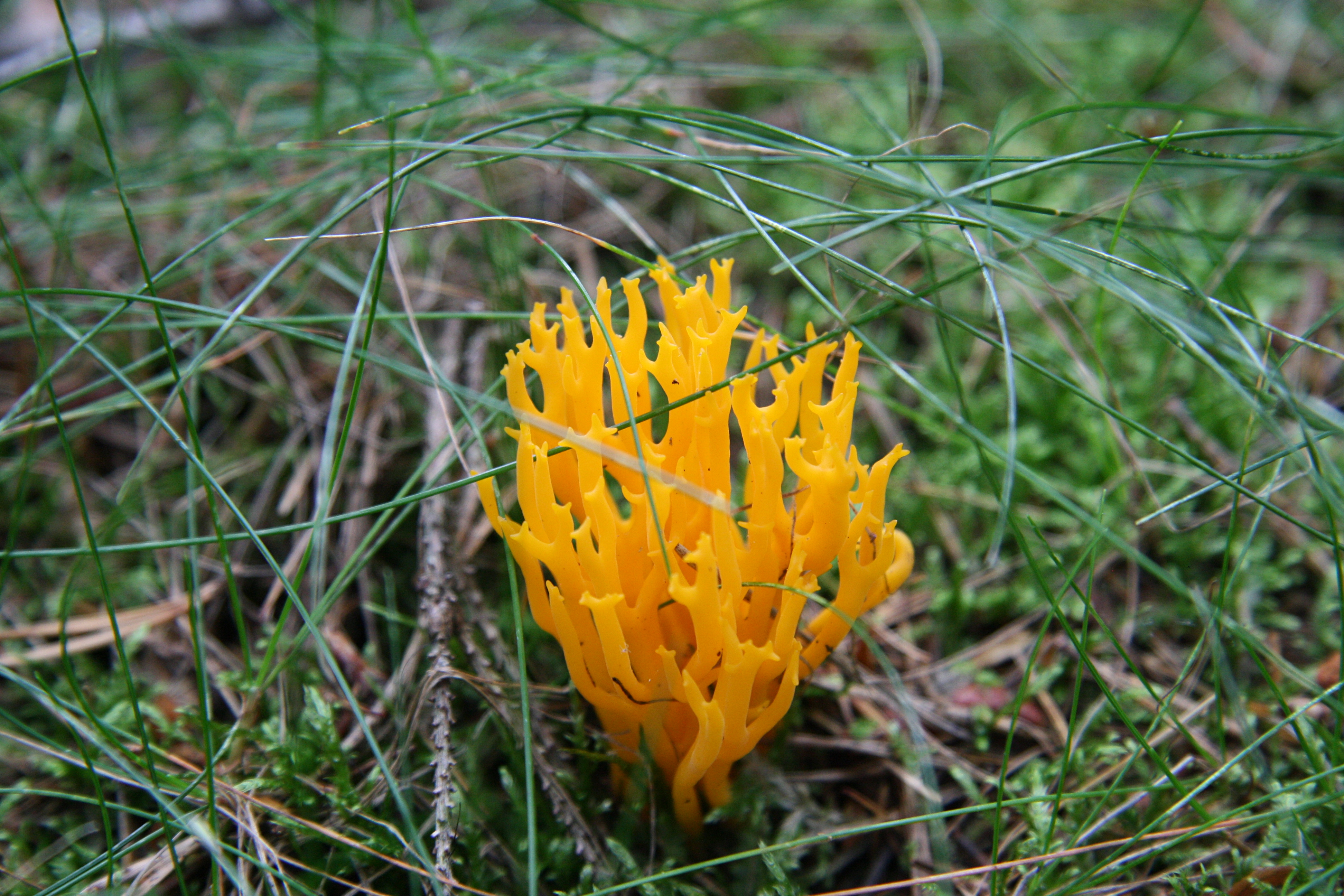
R. aurea tânără
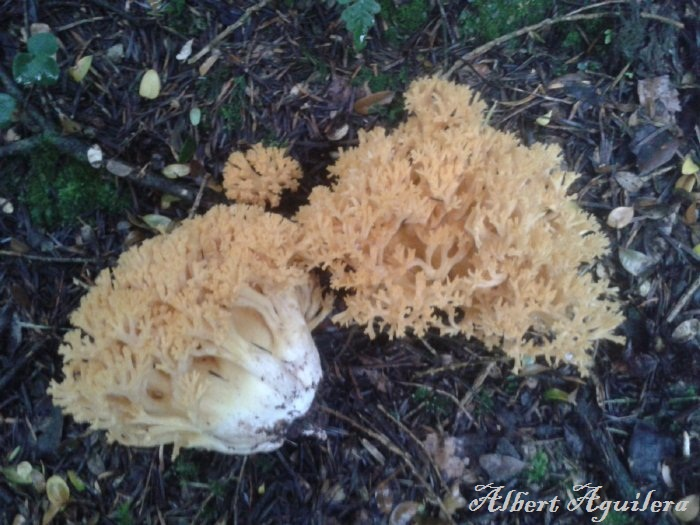
R. aurea de culoare mai deschisă
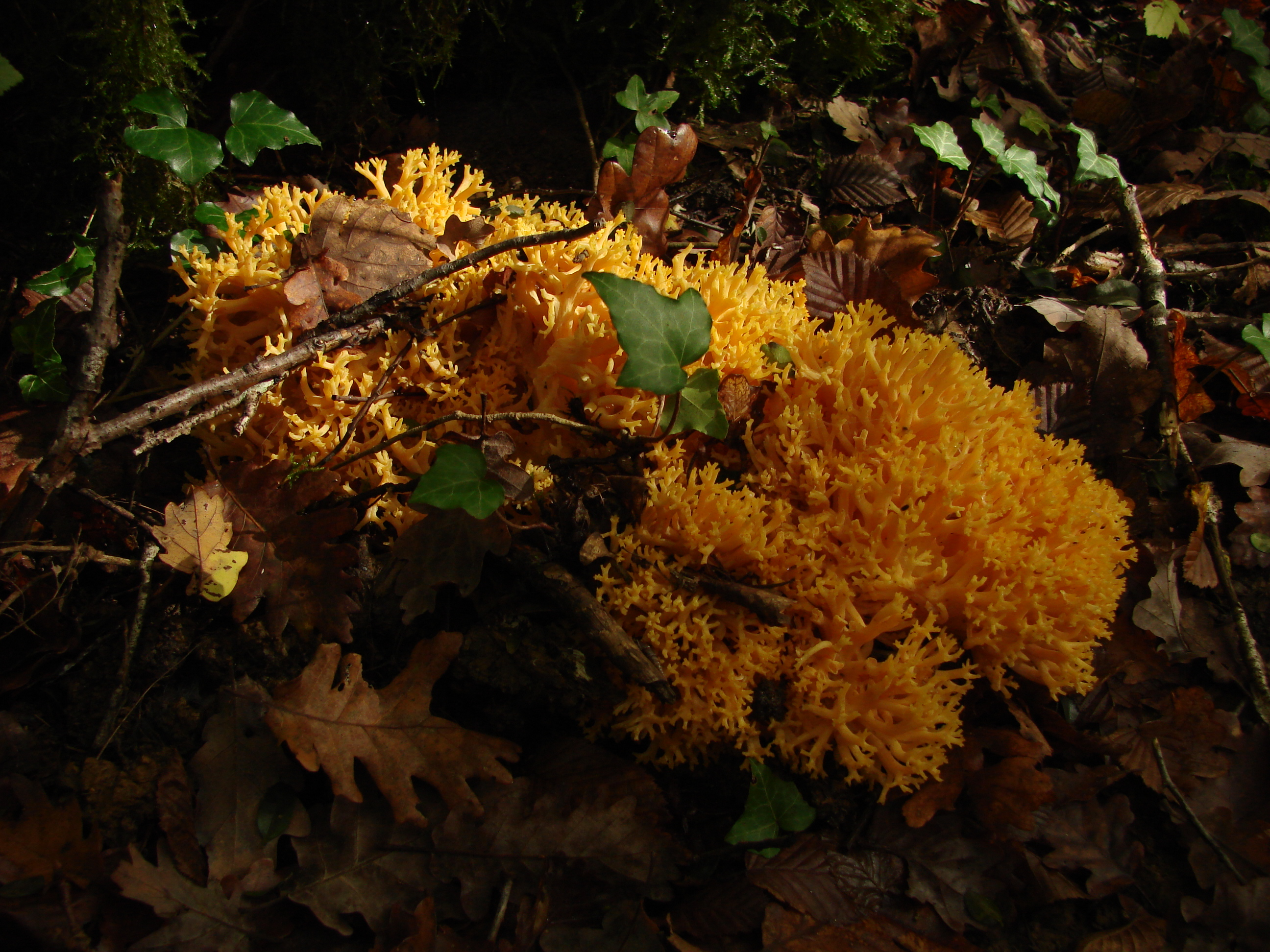
R. aurea mai bătrână

## Confuzii
Laba ursului poate fi ușor confundată cu specii aceluiași gen, cum sunt: 
| - Ramaria aurantiosiccescens (E. Schild, 1979), (comestibilă) - Ramaria botrytis (comestibilă), - Ramaria eumorpha (necomestibilă), - Ramaria fennica (necomestibilă), - Ramaria flava (comestibilă), - Ramaria flavescens (comestibilă), - Ramaria formosa (otrăvitoare), | - Ramaria gracilis (comestibilă), - Ramaria largentii (comestibilă), - Ramaria obtusissima (comestibilă, puțin gustoasă), - Ramaria ochroclora (comestibilitate nesigură), - Ramaria pallida (otrăvitoare), - Ramaria stricta (necomestibilă), - Ramaria testaceoflava (necomestibilă). |

## Specii asemănătoare în imagini

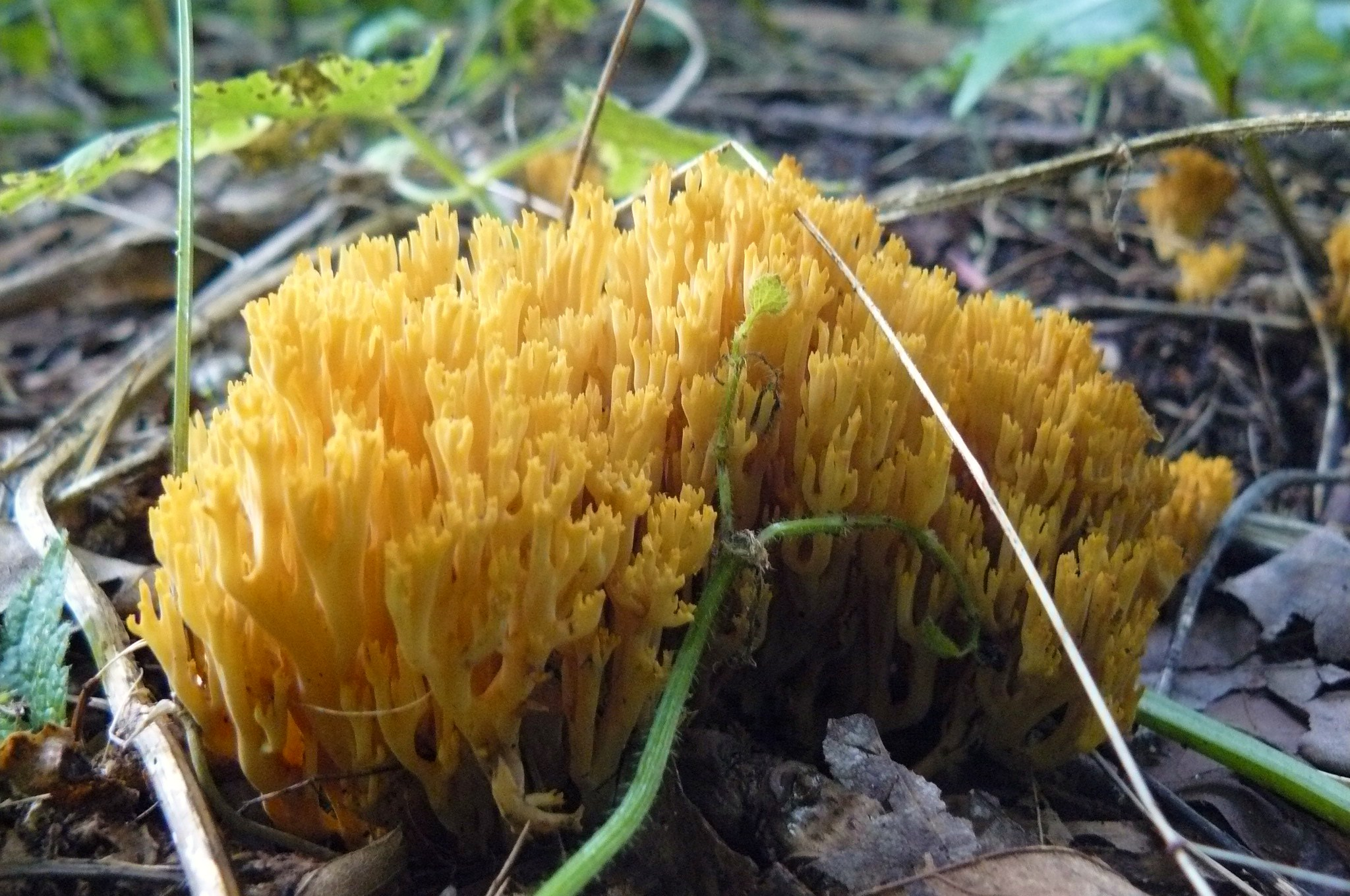
Ramaria aurantiosiccescens
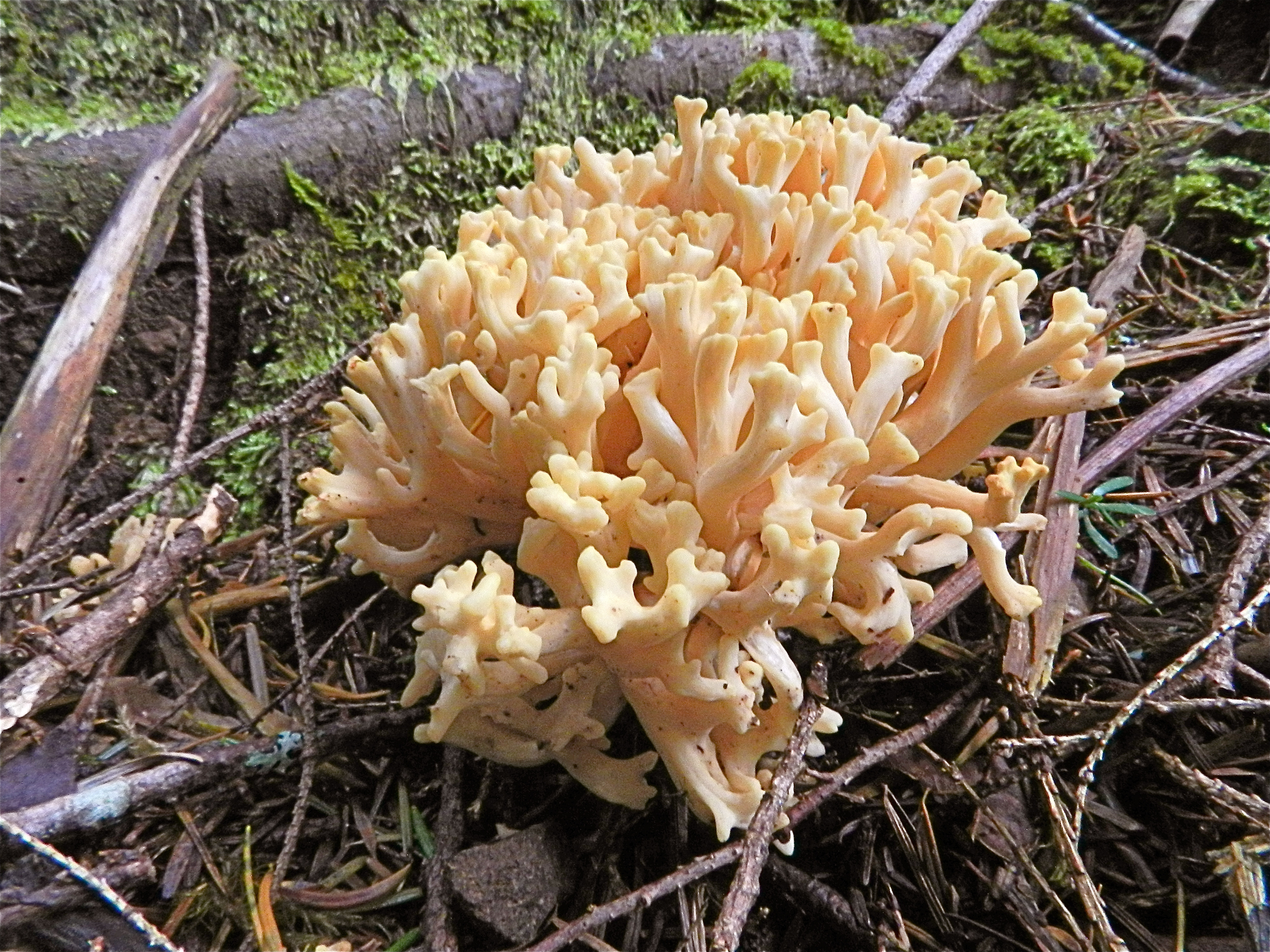
Ramaria botrytis tânără
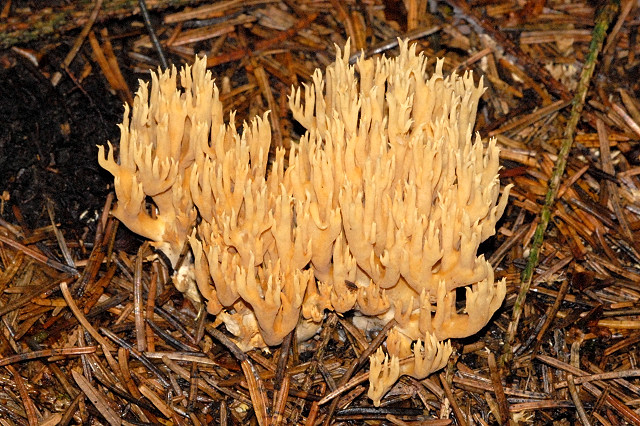
!Ramaria.eumorpha!
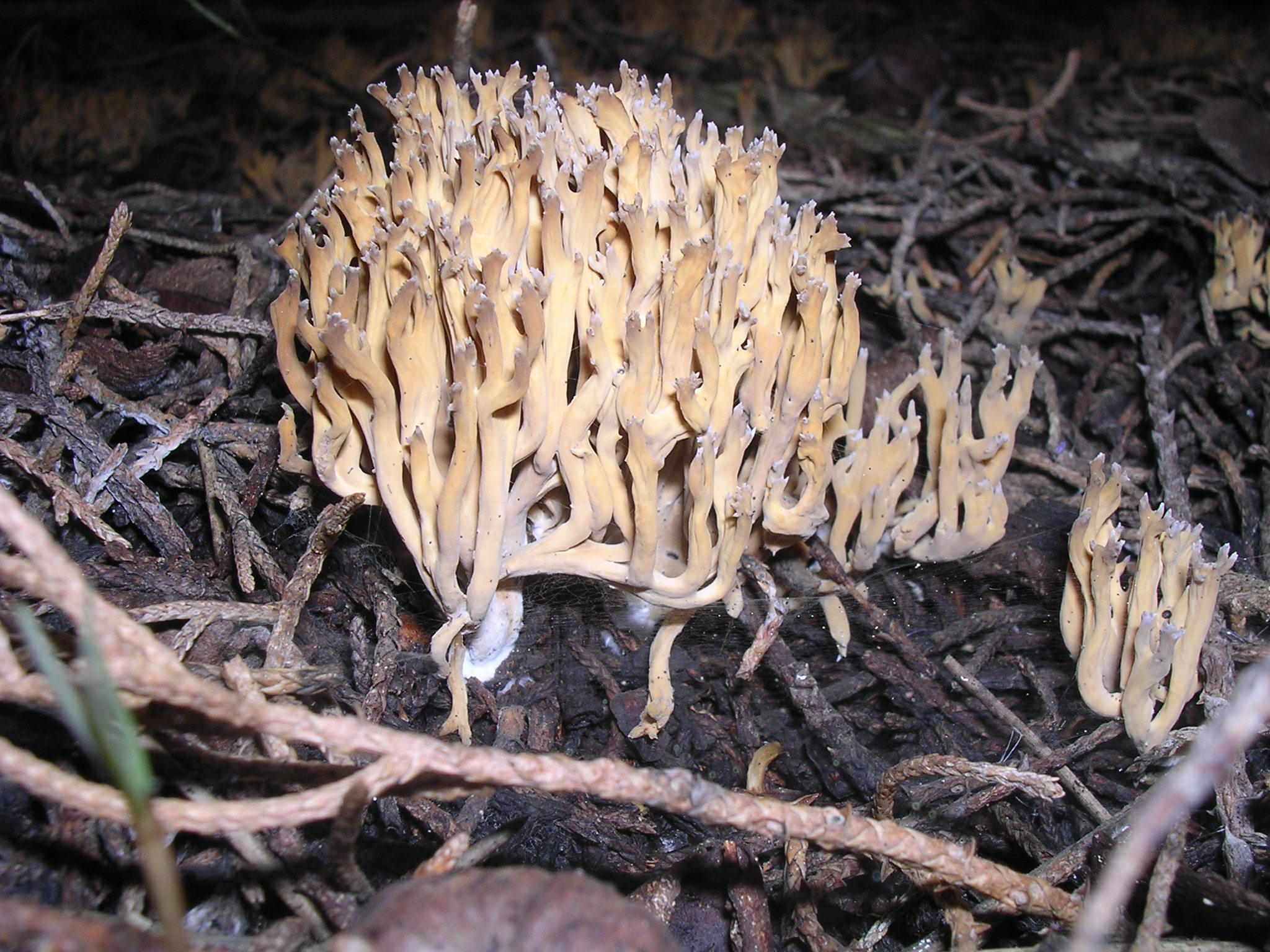
!Ramaria fennica!
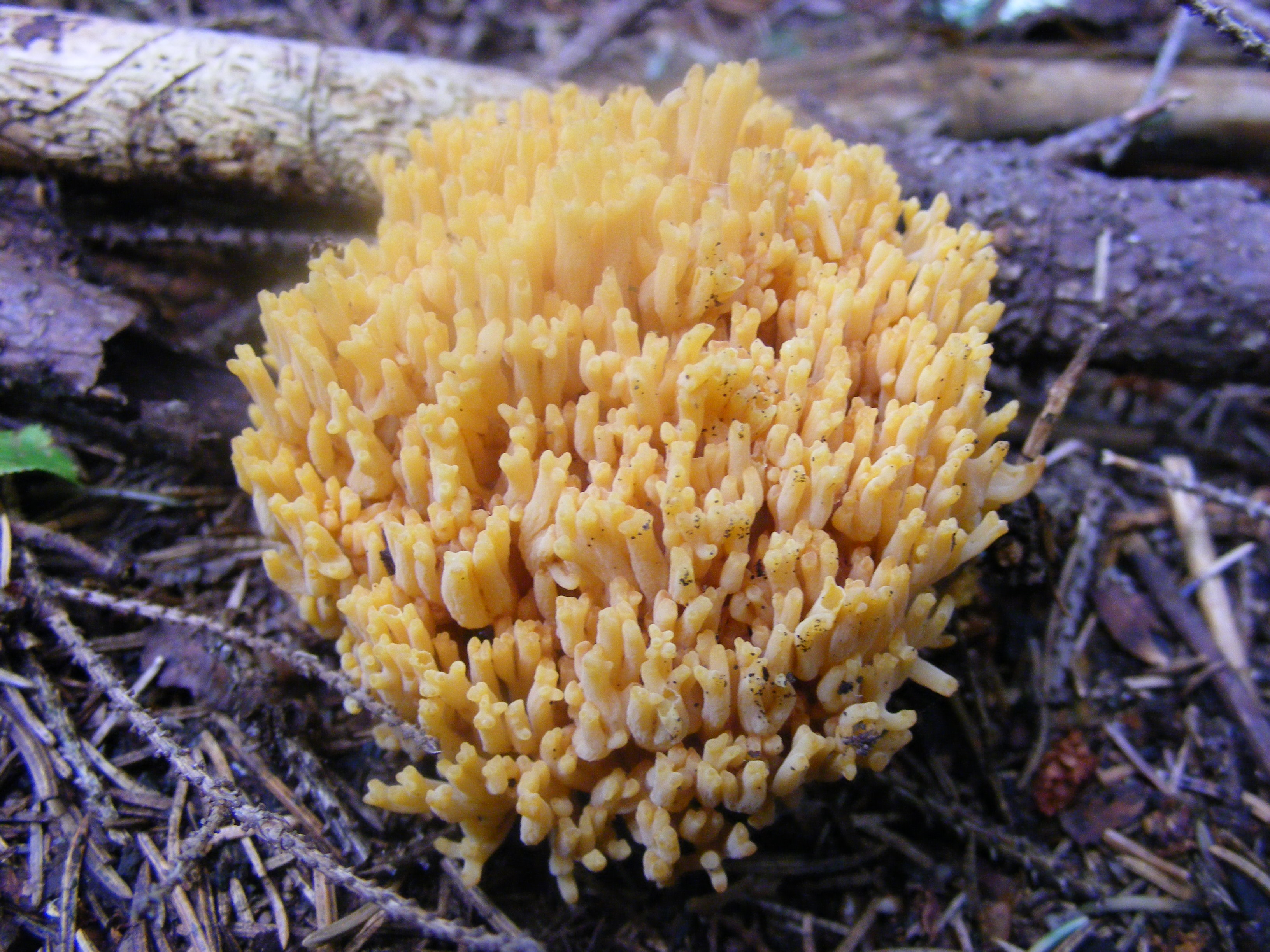
Ramaria flava
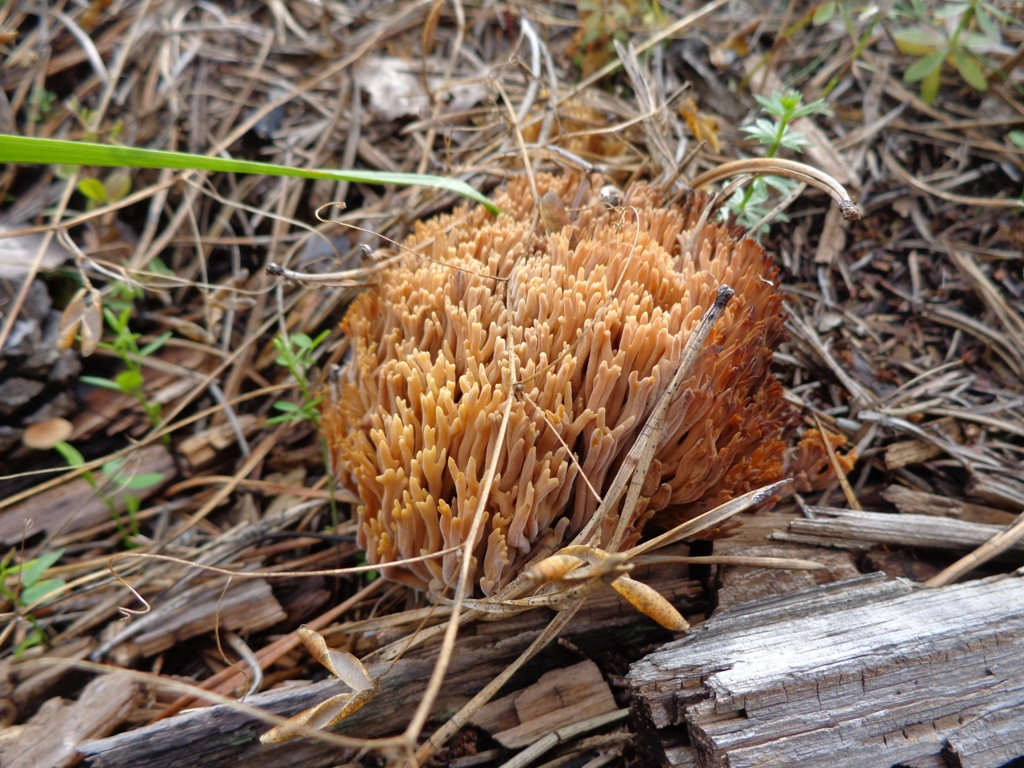
Ramaria flavescens
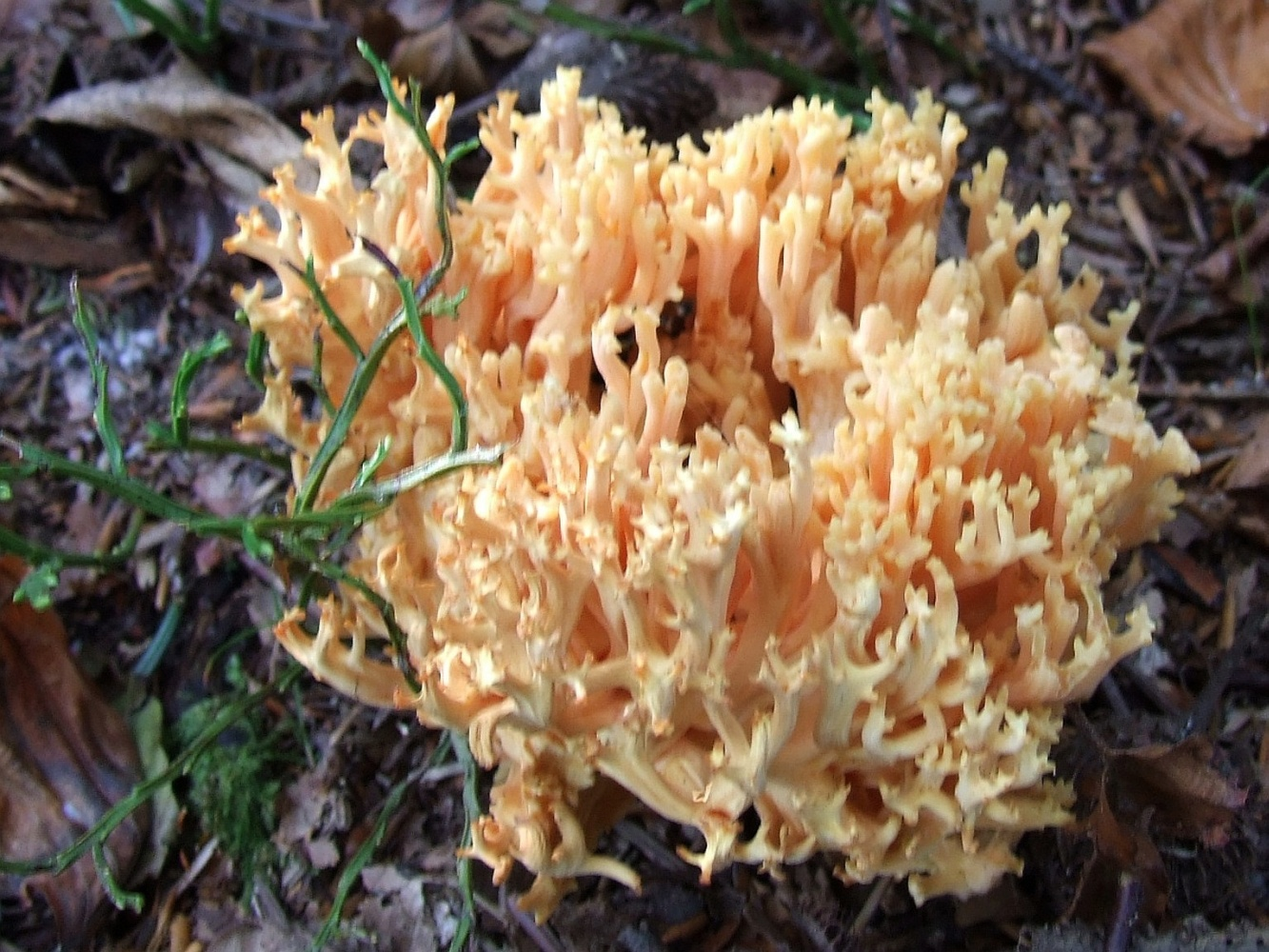
!!Ramaria formosa!!

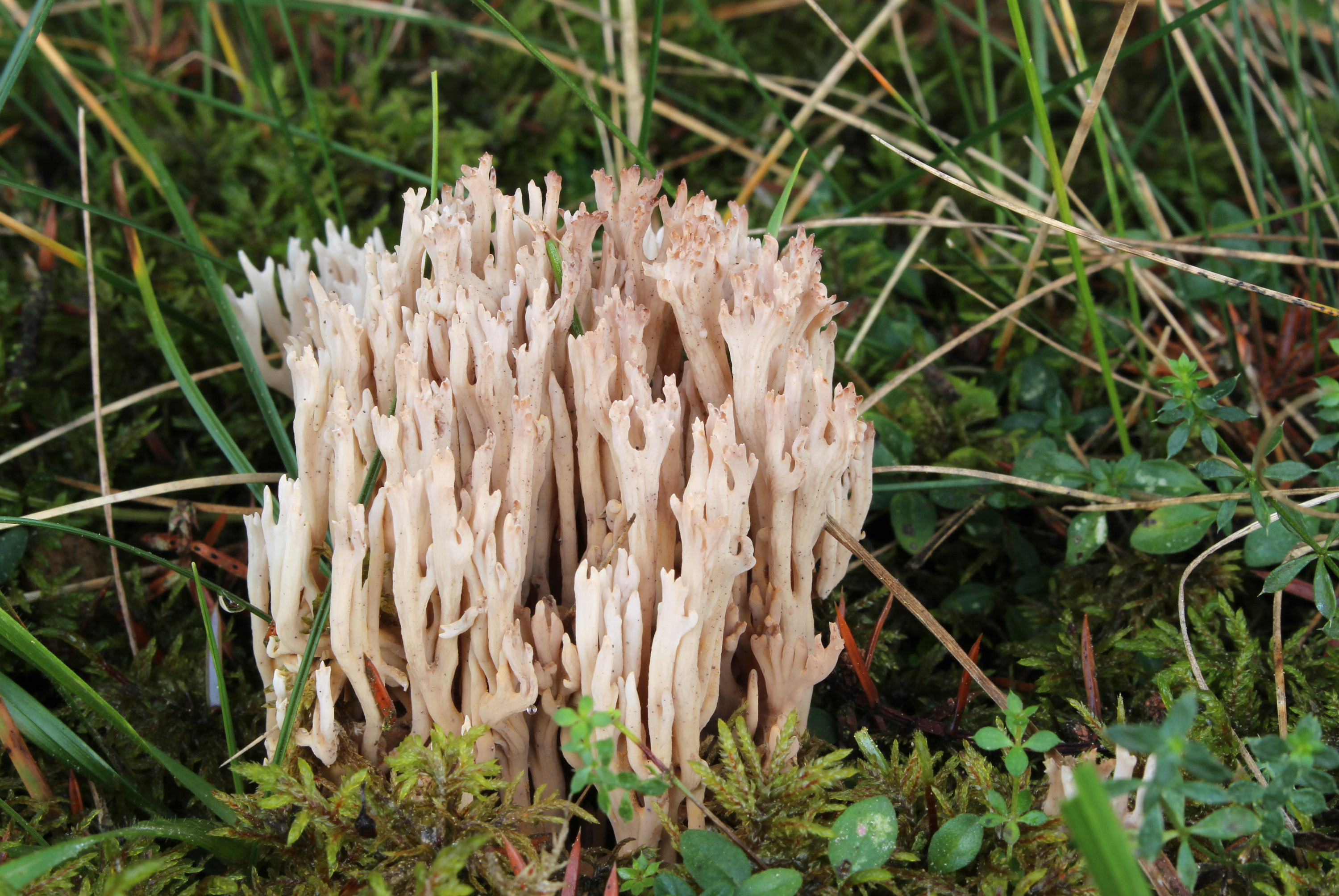
Ramaria gracilis
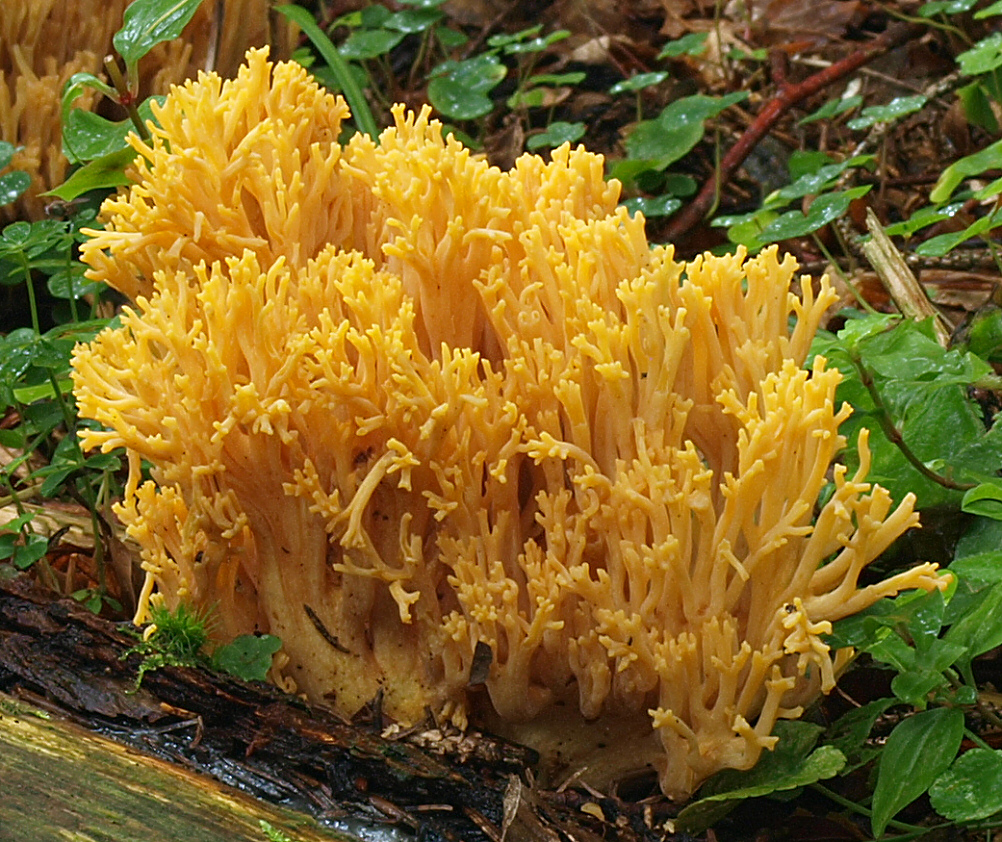
Ramaria largentii
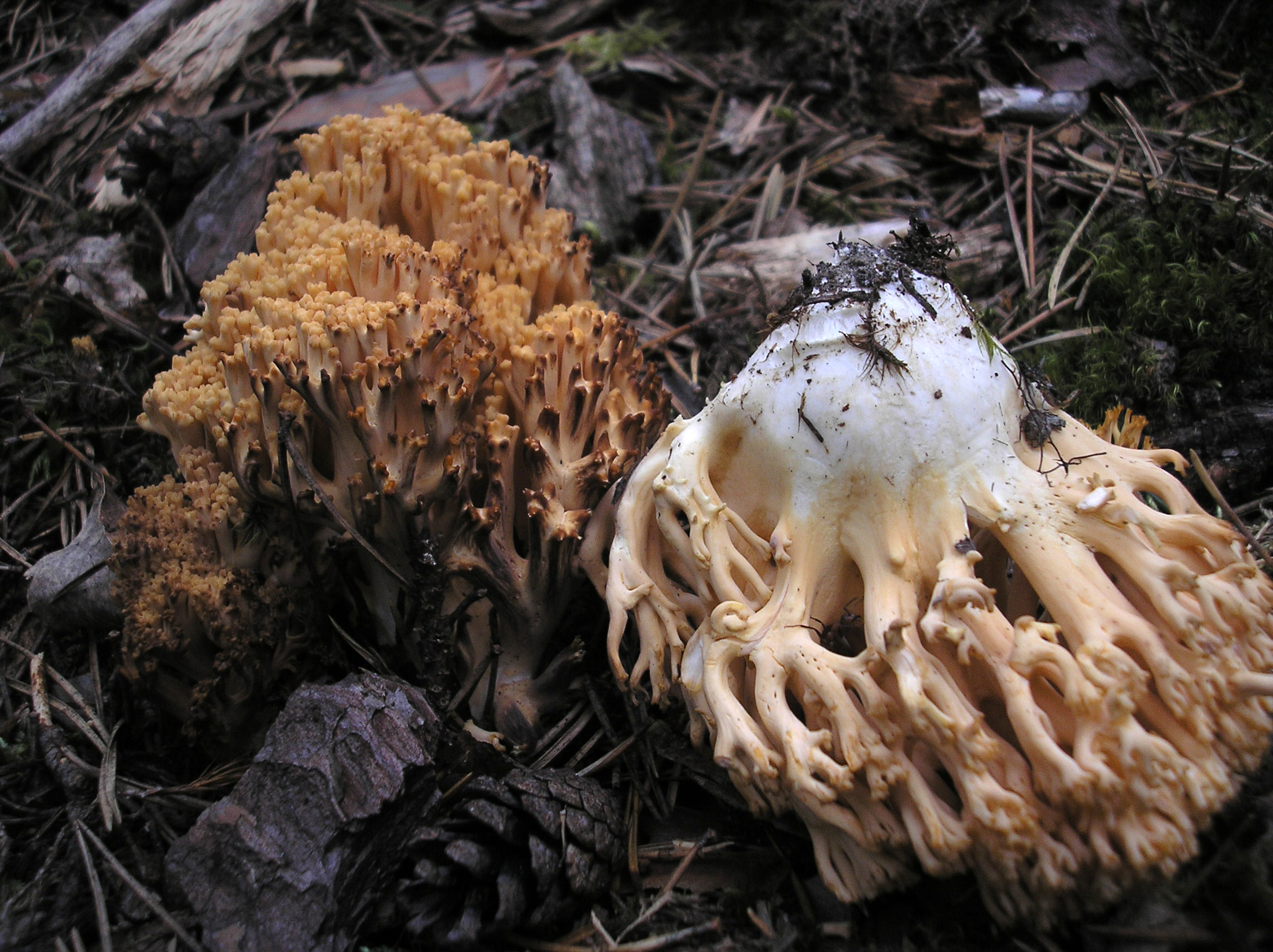
Similară Ramaria obtusissima
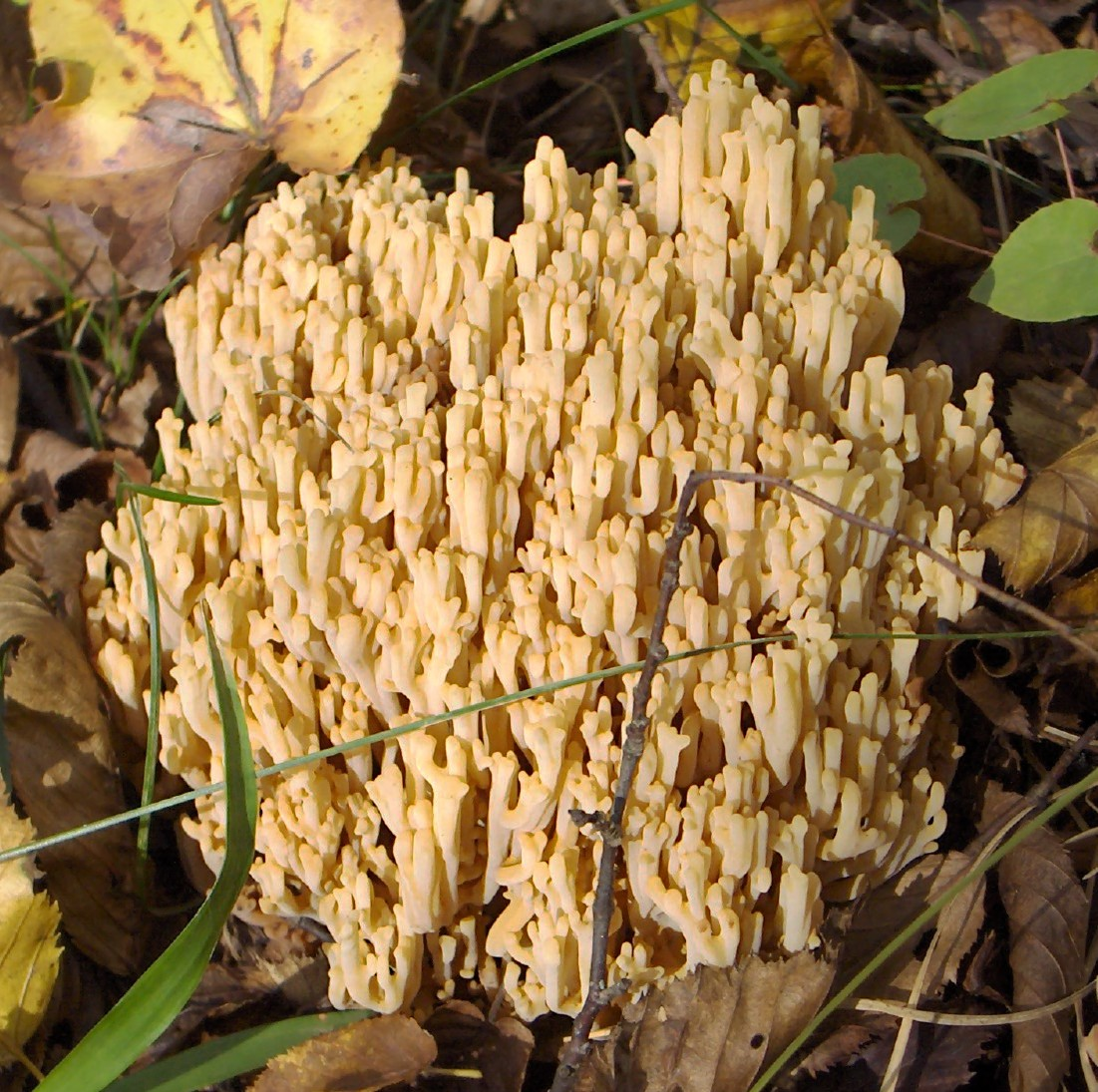
!!Ramaria pallida!!
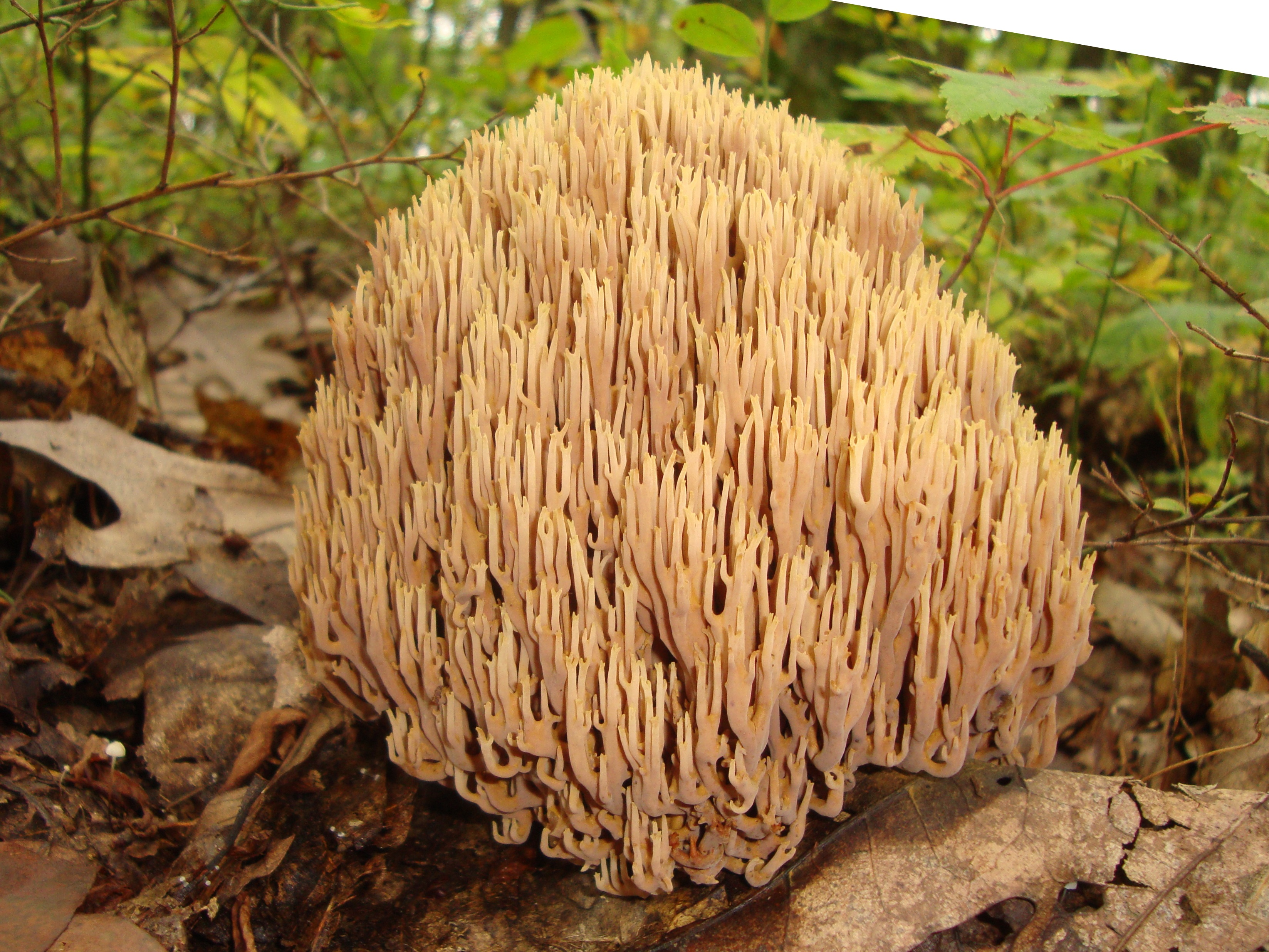
!Ramaria stricta!
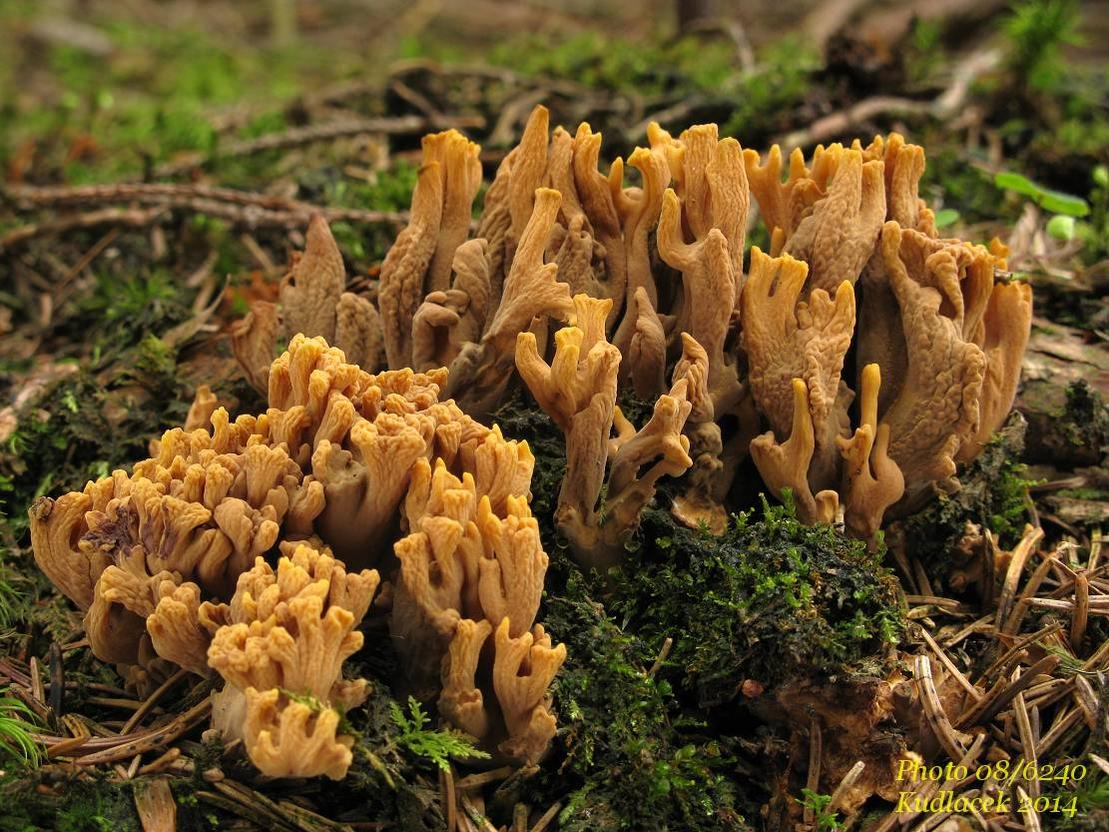
!Ramaria testaceoflava!

## Valorificare

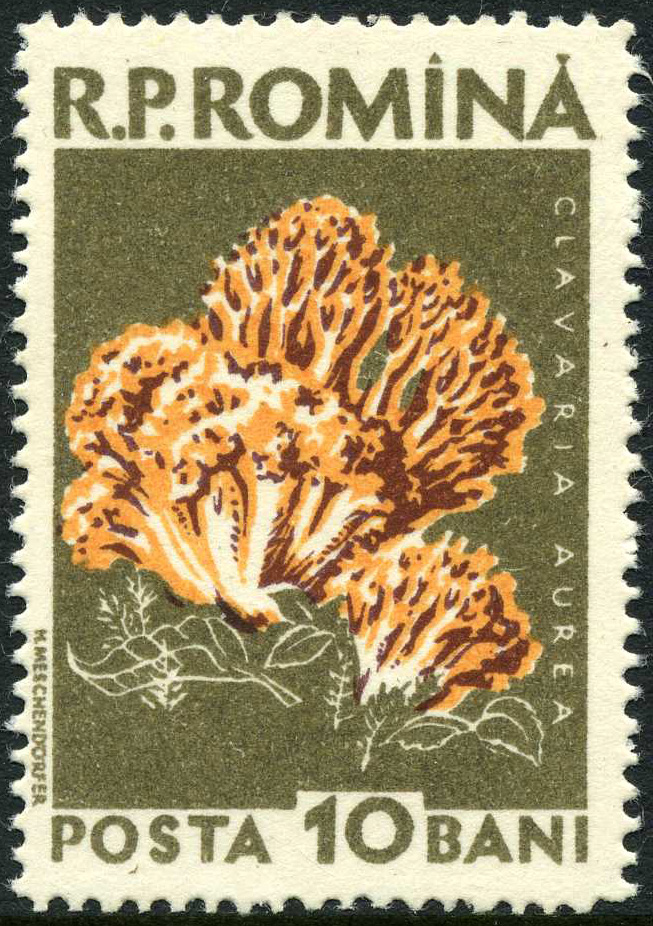
Clavaria aurea, timbru RO, 1958

Se recomandă de a folosii mereu bureți tineri ai acestui soi. De asemenea, mai întâi ei trebuie, după îndepărtarea vârfurilor ramificațiilor, să fie blansați bine, înainte dea fi preparați ulterior. Laba ursului se potrivește ca adăugare la mâncăruri de ciuperci cu zbârciogi și crețuște sau cu praz respectiv creier de porc sau vițel. Împreună cu alte ciuperci se folosește și pentru sosuri de vânat, mai departe ea poate fi conservată sub formă de murătură, (atât în combinație cu legume cât și ca atare) sau ca toți bureții în ulei sau oțet.